# 音圧レベル
音圧レベル（おんあつレベル、英: sound pressure level）とは、音圧の物理的な大きさを基準となる音圧との比の対数（レベル）として表すもので、
基準となる音圧との比の2乗について、対数の底を10とする常用対数の10倍により表したものである。無次元量であり、単位はデシベル［dB］が用いられる。
音圧は圧力であり、静圧からの変動分として表される。
可聴域にある純音は同じ周波数であれば、音圧が大きいほど大きな音として認識される。音圧の単位は Pa（パスカル）であるが、人間が認識しうる音の大きさの範囲は音圧の実値では広範囲にわたるため、人間の聴覚特性に合わせ、音圧を基準となる値との比の対数をとった量である音圧レベルで表すことが多い。

## 定義
音圧 p[Pa] に対して、音圧レベル Lp[dB] は次のように定義される。
{\displaystyle L_{p}=10\log _{10}{\frac {p^{2}}{{p_{0}}^{2}}}=20\log _{10}{\frac {p}{p_{0}}}}
基準値 p0 は、空気中では 20 μPa であり、正常な聴力を有する人間の 1 kHz における最小可聴値とされる値である。なお、現在の等ラウドネス曲線 (ISO 226:2003) によれば 1 kHz における最小可聴値は 30 μPa 程度とされる。基準値は、水中など空気以外の媒質では 1 Pa が用いられる。
音圧としては瞬時音圧を取ることもできるが、特に指定が無い限り実効値が用いられる。この「実効値」は一定時間にわたる平均値であるが、また音圧（瞬時音圧）が正負を変動する値であることから、二乗平均平方根が採られる。音圧レベルについては、音圧の2乗について比の対数をとることから、次元としてはエネルギー的平均値となる。
音圧レベルの単位はデシベル [dB] とされるが [dB SPL] と表記することもある。
平面進行波の場合、音圧レベルと音の強さのレベル（音響インテンシティレベル）はほぼ同じ値となる。
これは、音圧レベルと同様に、音響インテンシティ（音の強さ）I[W/m2]をデシベルとして表した音響インテンシティレベル（音の強さのレベル）LI が、基準となる音響インテンシティI0を、10-12 [W/m2]として、
{\displaystyle L_{I}=10\log _{10}{\frac {I}{I_{0}}}} [dB]
と定義され、平面進行波において、音響インテンシティI[W/m2]は、実効音圧prms [Pa]、媒質の密度ρ [kg/m3]、媒質中の音波の速度c [m/s]を用いて、{\displaystyle I={p_{\text{rms}}}^{2}/{\rho c}}と表されることから、音圧レベルLpは
{\displaystyle L_{p}=10\log _{10}{\frac {p^{2}}{{p_{0}}^{2}}}=10\log _{10}{\frac {\rho cI}{{p_{0}}^{2}}}=10\log _{10}{\frac {I}{I_{0}}}{\frac {\rho cI_{0}}{{p_{0}}^{2}}}=L_{I}+10\log _{10}{\frac {\rho c}{400}}}
となり、ρcの値は温度と気圧により異なるが、常温常圧では400に近い値であり、値をデシベルで表すときには、実用的にはρc = 400とおいて
{\displaystyle L_{I}=L_{p}}
となることによる。

## 聴覚特性との対応
人間の聴覚特性により、同じ音圧レベルの音であっても、周波数の違いによって異なる大きさの音として認識される。このような聴覚特性を踏まえた音の大きさ（ラウドネス）を表す量としてラウドネスレベルがある。また、ラウドネスレベルを近似するために、周波数による重み付けを行い算出した音圧レベルが用いられており、代表的なものとしては騒音レベルがある。
騒音レベルは、ラウドネスレベル（音の大きさのレベル）を近似的に測定しようとするものであるが、騒音レベルの値はあくまで物理量であり、聴覚の感覚量であるラウドネスレベルとは異なることから、単位を適切に使い分け、明確に区別して混同しないようにしなければならない。

### ラウドネスレベル
ラウドネスレベル（音の大きさのレベル）は、ある音の大きさ（ラウドネス）について、同じ大きさに聞こえる周波数1000ヘルツの純音の音圧レベルの値（単位:デシベル[dB]）で表した量である。単位はフォン (phon)。
聴覚特性に基づく量として定義される量であるため、個体によりラウドネスレベルの値は異なり、本来は1000Hzの純音とのラウドネスマッチングを行う必要がある。

### 騒音レベル
騒音レベルは、定義式自体は音圧レベルと同一であるが、音圧（実効音圧）p をそのまま用いるのではなく、ヒトの聴感に合わせるためあらかじめ規定のバンドパスフィルタを通した値を用いる。
騒音の測定に用いる聴感補正は、A特性によるものが一般的である。A特性（周波数重みづけ特性A）は、フレッチャー=マンソンの40 phonにおける等ラウドネス曲線を逆にしたものに近似される。このA特性により周波数重みづけを行った音圧pAを用いて算定した音圧レベル（A特性音圧レベル）LAを、騒音レベルといい、騒音の大きさの評価に用いられる。単位は音圧レベルと同じデシベル［dB］である。
{\displaystyle L_{\text{A}}=10\log _{10}{\frac {{p_{\text{A}}}^{2}}{{p_{0}}^{2}}}=20\log _{10}{\frac {p_{\text{A}}}{p_{0}}}}
通常用いられるサウンドレベルメータ（騒音計）には、このような周波数による聴感補正を行う周波数補正回路が、ラウドネスレベル（音の大きさのレベル）を近似的に測定する目的で挿入されている。
「騒音レベル」という名称は、日本特有のものであるが、上式により定義される量 LA は、各種の騒音評価尺度の基本量として国際的に広く用いられている。

## その他
音楽の世界では、「耳で聞いた平均的な音の大きさ」を俗に「音圧」と呼ぶことがある。200x年代後半以降、俗に「音圧の大きなサウンド」として、コンプレッサーを用いて信号レベルを常に目一杯に振ったようなマスタリングが行われることが増えた。